# Angelo Ogbonna
Angelo Obinze Ogbonna (Cassino, 23 de maio de 1988) é um futebolista italiano que atua como zagueiro. Defende atualmente o Watford.

## Clubes
Desde jovem integrou o Torino onde estreou na Série A em 11 de fevereiro de 2007 contra a Reggina. Na temporada seguinte foi emprestado ao Crotone da Lega Pro Prima Divisione. Após um ano retorna ao Torino e conquista a posição de titular. Em fevereiro de 2012 o clube anunciou a extensão de seu contrato até 30 de junho de 2016.
Entretanto, em 11 de julho de 2013, foi contratado pela Juventus até 2018. Permaneceu até 10 de julho de 2015 quando firmou por quatro temporadas com o West Ham.
Em 27 de agosto de 2024, assinou com o Watford.

## Seleção Italiana
Estreou pela seleção italiana sub 21 em 12 de agosto de 2009 em uma partida amistosa contra a Rússia. Após duas convocações do treinador Cesare Prandelli, estreia pela Itália em 11 de novembro de 2011 na vitória de 2–0 em amistoso sobre a Polônia. Ele havia substituído Domenico Criscito. Fez parte da delegação que foi finalista da Eurocopa 2012. Foi convocado por Antonio Conte para a disputa da Eurocopa 2016.

## Vida pessoal
Ogbonna é filho de pais nigerianos que emigraram para a Itália em 1983, onde se estabeleceram na cidade de Cassino, no centro do país. Obteve a cidadania italiana após completar 18 anos.

## Títulos
Juventus
- Campeonato Italiano: 2013–14, 2014–15
- Supercopa da Itália: 2013
- Coppa Italia: 2014–15

West Ham
- Liga Conferência da UEFA: 2022–23